# Недержавна організація
Недержавна організація (НДО) або неурядова організація (НУО) (англ. non-governmental organization, скорочено NGO) є легальним суб'єктом правовідносин створеним для діяльності, що керується окремо від держави.
Неурядовими організаціями в Україні називаються громадські організації, громадські об'єднання, благодійні організації (благодійне товариство, благодійна установа, благодійний фонд), професійні спілки, їх об'єднання, об'єднання організацій роботодавців, відокремлені підрозділи іноземних неурядових організацій, представництва, філії іноземних благодійних організацій, творчі спілки, їхні територіальні осередки.

## Опис
Це може бути консолідований громадський рух, який складається з окремих, взаємно не підпорядкованих громадських організацій, що взаємодіють, які спрямовують енергію громадян на реалізацію соціально важливих ініціатив або творчу діяльність, і тим самим знижують соціальну напругу в суспільстві. Цей ефект має місце коли в демократичному суспільстві, по-перше, існує «критична маса» недержавних неприбуткових організацій здатних впливати на хід суспільних процесів і, по-друге, переважна більшість громадських організацій не є антагоністами, тобто, коли вони не тяжіють до взаємовиключних політичних, національних, або інших полюсів. Багато дослідників в даній сфері стверджують, що найголовніші 3 стовпи в державі, це:
1. НеУрядові Організації (НУО) — NGO (non-governmental organization);
2. Бізнес — Business;
3. Уряд — Government.

З чого випливає, що громадські організації вносять левову частку в розвиток будь-якої країни.
Сфера діяльності НДО в країнах Європи та США охоплює практично всі галузі життя людини — економіку, політику, науку, культуру, освіту. Розгалужена мережа молодіжних, професійних, дитячих, жіночих, ветеранських, релігійних, а також елітарних організацій-клубів, аналітичних центрів або так званих «мозкових центрів» (Think tank) тощо. НДО створюють основу громадянського суспільства, є вирішальним стабілізаційним фактором, гарантом демократичного шляху розвитку. Так звані інституційні інвестори, які не належать ні до державного, ні до комерційного сектору — пенсійні, благодійні фонди, фонди культури, науки тощо, біржі, університети тощо разом зі своїми допоміжними установами забезпечують левову частку світового венчурного капіталу.
Міжнародна громадська організація — неурядова / недержавна організація, членами якого (на основі спільної діяльності для захисту спільних інтересів і досягнення статутних цілей) є суб'єкти з різних країн і зареєстроване в державі законодавство, яке дозволяє іноземним фізичним або юридичним особам (без будь-якої дискримінації за національною ознакою) створювати громадські організації та бути обраними до складу керівного органу такої організації. Вибір такої форми діяльності — коли організація зареєстрована в одній країні, а діє в інших країнах, дозволяє громадської організації зберегти свою правосуб'єктність навіть в разі можливого конфлікту з національними властями тієї чи іншої держави. Простір (територія) діяльності МНДО визначається Статутом організації. Міжнародні громадські організації наділені міжнародною правосуб'єктністю тією мірою, в якій така правосуб'єктність визначена тим чи іншим міжнародним договором, наприклад, правом оскарження порушень норм Європейської Конвенції про захист прав і основних свобод людини або, наприклад, правом оскарження порушень норм Європейської Соціальної Хартії.

## Типи неурядових організацій
НУО можна класифікувати за їх орієнтацією та рівнем діяльності.

### Орієнтація
Що надають благодійну допомогу: часто це виглядає як діяльність згори до низу, за незначної участі або участі бенефіціарів, вони включають НУО, спрямовані на задоволення потреб людей та груп, що знаходяться в неблагополучному положенні.
Що надають послуги: включає НУО, які надають медичну допомогу (включаючи планування сім'ї) та освіту.
Що беруть безпосередню участь: сюди відносяться проєкти самодопомоги з місцевою участю у формі грошей, інструментів, землі, матеріалів чи робочої сили.
Що займаються розширенням прав і можливостей (навчальні): націлені на допомогу бідним людям зрозуміти соціальні, політичні та економічні фактори, що впливають на їхнє життя. А також підвищити їх обізнаність про силу контролю свого життя. При максимальному залученні бенефіціарів НУО є фасилітаторами.

### Середовище діяльності організації
Публічно орієнтовані громадські організації — це популярні ініціативи, які можуть підвищити свідомість міської бідності, допомогти їм зрозуміти своє право на послуги та надати такі послуги.
Загальноміські громадські організації, до них належать торгово-промислові палати, коаліції бізнесу, етнічні чи освітні групи та громадські організації.
До організацій державного рівня належать організації, асоціації та групи державного рівня. Деякі НУО такого рівня мають коріння від національних та міжнародних НУО.
До національних НУО належать такі національні організації, що мають декілька осередків або офісів, серед яких можуть бути професійні асоціації та подібні групи. Деякі з них що мають державні чи міські осередки можуть допомагати місцевим НУО.
Міжнародні НУО варіюються від світських установ, таких як Save the Children, до релігійних груп. Вони можуть фінансувати місцеві НУО, установи та проєкти та реалізовувати проєкти.

## Класифікація за діяльністю
Світовий банк класифікує діяльність НУО як оперативну та адвокатську. НУО виступають реалізаторами, каталізаторами та партнерами. Вони мобілізують ресурси для надання товарів та послуг людям, які постраждали внаслідок стихійного лиха; вони сприяють змінам та співпрацюють з іншими організаціями для вирішення проблем та задоволення людських потреб.
НУО різняться залежно від методу; одні — це переважно адвокаційні групи, а інші проводять програми та заходи. Oxfam, який займається подоланням бідності, може забезпечити потребуючих людей обладнанням та навичками для отримання їжі та питної води; Форум з питань виявлення фактів та адвокації допомагає надавати правову допомогу жертвам порушень прав людини. Служби інформаційного менеджменту надають спеціалізовані технічні продукти та послуги для підтримки діяльності з розвитку, що здійснюється на місцях іншими організаціями. Методи управління мають вирішальне значення для успіху проєкту.

### Оперативні
Оперативні НУО прагнуть «досягти дрібних змін безпосередньо за допомогою проєктів», мобілізуючи фінансові ресурси, матеріали та волонтерів для створення місцевих програм. Вони проводять масштабні заходи із збору коштів і можуть звертатися до урядів та організацій щодо отримання грантів або контрактів на збір грошей на проєкти. Оперативні НУО часто мають ієрархічну структуру; у їх штабі працюють професіонали, які планують проєкти, складають бюджети, ведуть бухгалтерський облік, звітують та спілкуються з оперативними працівниками на місцях щодо проєктів. Найчастіше вони пов'язані з наданням послуг або екологічними проблемами, надзвичайною ситуацією та соціальним забезпеченням. НУО, що функціонують, можуть бути підрозділені на організації з надання допомоги чи розвитку, які надають послуги або за участю, релігійні чи світські та державні або приватні. Хоча діючі НУО можуть бути засновані на громадах, багато з них є національними або міжнародними. Визначальною діяльністю оперативної НУО є реалізація проєктів.

### Агітаційні
Агітаційні НУО прагнуть «досягти масштабних змін, що поширюються опосередковано під впливом політичної системи». Вони потребують активної та ефективної групи професійних членів, яка може тримати прихильників в курсі та мотивованості. Агітаційні НУО повинні планувати та проводити демонстрації та заходи, які залучатимуть ЗМІ, їх визначальну діяльність. НУО, що проводять кампанії, часто займаються питаннями, пов'язаними з правами людини, правами жінок та правами дітей, і їх основною метою є захист (або просування) конкретної справи.

### Комбіновані
НУО можуть проводити обидві дії. Оперативні НУО використовуватимуть агітаційні методи, якщо вони стикаються з проблемами на місцях, які можуть бути виправлені зміною політики, а НУО, що проводять агітацію (наприклад, правозахисні організації), часто мають програми, які допомагають окремим жертвам, за яких вони намагаються захищати.

### Працюючі з громадськістю
Неурядові організації потребують здорових зв'язків з громадськістю для досягнення своїх цілей і використовують складні кампанії з зв'язків з громадськістю для збору коштів та взаємодії з урядами. Групи інтересів можуть мати політично важливе значення, впливаючи на соціальні та політичні результати. Етичний кодекс був заснований у 2002 році Всесвітньою асоціацією неурядових організацій.

## Європа та США
На початку XXI ст. у США функціонує близько 1,4 млн. НДО. Простий розрахунок показує, що на 130 американців припадає одна громадська організація. За даними Центру фундацій (The Foundation Center, Вашингтон), на ННО у 1999 році в США пожертвували 190 млрд дол., з них 50 % — на релігійні організації, далі за дольовою участю ідуть організації освіти, охорони здоров'я та ін. Без перебільшення можна сказати, що НДО США — головний компонент демократії в цій країні.
Розділяють два основні класи НДО США:
1. членські організації.
2. організації відкритого типу.

Перші працюють насамперед для своїх членів (професійні спілки, політичні партії, асоціації бізнесменів, соціальні клуби тощо). Другі обстоюють інтереси широких кіл суспільства. Ці останні звільнені від податків. Взагалі, законодавство США надає ряд пільг НДО: звільнення від податків з прибутку та на власність, вирахування добровільних пожертв із сум, що оподатковуються, зменшення розцінок на поштові послуги та ін.
Загалом у «третьому секторі» США працює 7 млн чол. Це більше ніж в урядових установах. НДО відкритого типу функціонують у сфері здоров'я (неприбуткові госпіталі, лікарні складають більше половини всіх діючих), освіти (неприбуткові школи, коледжі, університети), мистецтва, науки, соціального забезпечення.
В НДО Японії працює близько 4 млн чол., Німеччини, Англії, Франції — по 1 млн чол. В середньому «третій сектор» формує близько 3,4 % робочих місць.
Найбільша частина витрат НДО йде, як правило, на освіту та науку. За даними на початок XXI ст. в Японії це 40 % всіх витрат НДО, в Англії — 43 % (у Німеччині мінімум — 12 %). Соціальні послуги складають близько 20 % витрат НДО (коливання від 10 % у США до 30 % у Франції). Витрати на мистецтво, культуру і відпочинок коливаються у більш великих межах — від 3 до 60 %. При цьому спостерігається тенденція великих витрат на культуру в постсоціалістичних країнах. Якщо в США ці витрати становлять 3,2 %, Франції — 18 %, Англії 21 %, то в Угорщині — 57 %.
Щодо джерел фінансування, то більшість своїх коштів НДО США, Великої Британії, Італії, Японії, Угорщини отримують від членських внесків та продажу, а у Франції й Німеччині — від уряду.
Непересічна роль НДО в розвитку суспільства обумовила появу ряду міжнародних актів, які унормовують їх співпрацю з урядовими та міжурядовими структурами, з державним сектором у цілому. Ще в 1951 р. Рада Європи прийняла резолюцію яка передбачала консультації з НДО в галузях, які належать до їх компетенції.
В 1954, 1972 та 1993 рр. положення про співпрацю з НДО переглядалися, зокрема в плані надання їм статусу консультативних організацій. Зараз такий статус мають 370 асоціацій НДО. НДО з консультативним статусом утворюють декілька спеціалізованих груп, зокрема: по співробітництву «Схід-Захід», «Північ-Південь», по соціальному захисту, освіті, охороні здоров'я, бідності, гідності людини, міському та сільському середовищу. НДО з консультативним статусом щороку проводять загальні інформаційні збори, які організує секретаріат РЄ. Ці збори мають на меті активізувати участь НДО у програмах РЄ. Директорати секретаріату РЄ, крім того, організовують секційні збори НДО з консультативним статусом. Їх мета — інформувати громадськість про роботу РЄ. НДО організують також групи за інтересами, які співпрацюють з секретаріатом РЄ, міждержавними комітетами та парламентськими комісіями.
Під егідою Ради Європи створено Конгрес органів місцевого та регіонального самоврядування, в який входять представники парламентів, урядів, органів місцевого та регіонального самоврядування і представники НДО. Крім того, Асамблея НДО (міжнародна організація НДО) створила змішаний Комітет парламентарів та Комісії у зв'язках з НДО. Ці структури ініціюють спільні дії парламентарів та НДО, зокрема проводять міжнародні конференції (скажімо, у 1994 р. була організована конференція «Роль НДО в побудові громадянського суспільства у Європі»).
Рада Європи співпрацює з НДО на багатьох рівнях і у різних формах. Це і прості консультації, і участь у спільних проєктах. Експерти НДО як консультанти беруть участь у різних міжурядових спеціалізованих комісіях, готують меморандуми для Генерального Секретаря, роблять усні повідомлення та письмові доповіді в комісіях Парламентської Асамблеї та на Конгресі органів місцевого та регіонального самоврядування, виступають на колоквіумах, семінарах та конференціях Ради Європи. В окремих напрямках діяльності Ради Європи етап консультацій з НДО вже перейдено й склалося якісно вище партнерство РЄ — НДО. Скажімо, в справах молоді ще в 70-х роках створено Європейський Центр молоді та Європейський молодіжний фонд. Ці організації розробили систему, яка перетворила молодіжні НДО в справжніх партнерів.
Співробітництво Ради Європи і НДО обопільно корисне: РЄ має безпосередню інформацію від НДО про громадську думку, НДО оперативно інформують громадян своїх країн про діяльність РЄ, даючи при цьому їй свою оцінку.

## Постсоціалістичні країни
Масштаби «третього сектору» в постсоціалістичних та, зокрема, пострадянських країнах значно нижчі ніж у країнах «старих демократій» Америки та Європи. Але НДО в цих країнах швидко розвиваються.

### Україна
В Україні відповідно до Звіту про гуманітарний розвиток (Ukraine Human Development Report, 1996) існувало понад 5 000 НДО. Станом на 2018 рік в Україні зареєстровано 81 598 громадських організацій.
За оціночними даними експертів за період 1992-97 рр. в Україні створено близько 800 нових всеукраїнських і тисячі місцевих громадських організацій. У 2001 р. за даними порталу intellect.org.ua кількість офіційно зареєстрованих НДО в Україні сягнула 25000. У 2004 році за експертними оцінками ця цифра збільшилася до 28 000 організацій. У порівнянні з країнами Заходу це небагато — одна НДО на 1710 жителів країни, — але водночас суттєво більше, ніж у Білорусі і Російській Федерації. Такий ефект просунутого розвитку українського «третього сектору» можна пояснити традиційним тяжінням українців до демократії, відчуттям природної європейськості. При цьому більшість НДО, як і в інших країнах, зосереджена в столиці та культурно-історичних і промислових центрах.
Найбільша кількість українських НДО припадає на сфери:
- культури і освіти,
- здоров'я,
- особи з інвалідністю та ветерани,
- економіка і наука,
- жінки і діти.

НДО мають свої періодичні видання, серед яких виділяються журнали для НДО:
- «Громадські ініціативи»(Львів),
- «Обличчям до обличчя» («Сприяння», Донецьк) та спеціальні і спеціалізовані часописи «мозкових центрів»
- «Національна безпека і оборона» (Український Центр економічних та політичних досліджень ім. О.Разумкова, Київ),
- Схід" (Український культурологічний центр, Донецьк),
- «Економічний часопис» (Інститут трансформації суспільства, Київ),
- «Універсум» (Товариство «Універсум», Львів),
- Наукове Товариство ім. Шевченка (близько 10 періодичних і серійних видань).

Проведений нами аналіз «третього сектору» найбільшої області України — Донецької — дає дуже неоднорідну картину НДО. Феномен високого ступеня заполітизованості нашого суспільства чітко віддзеркалюється в громадських організаціях — вони, як правило, дотримуються цілком певних політичних орієнтирів.
Сьогодні їх основні політичні вектори можна умовно сформулювати так:
1. Українська демократична держава з переважно Європейською орієнтацією.
2. Демократична держава з переважно Євразійською (зокрема, проросійською) орієнтацією.
3. (комуністична) держава з переважною Євразійською орієнтацією.
4. Індиферентні або поліваріантні в зовнішньополітичній орієнтації, але з чіткою установкою на ринок і приватну власність як домінантні засоби реформ суспільства.
5. Поліваріантні в політичному відношенні з домінантою професійних інтересів.
6. Поліваріантні в політичному відношенні з домінантою національних інтересів.
7. Умовно-індиферентні зі стабільною закордонною грантовою підтримкою.

Загалом же на Донеччині на 2003 рік діяло 4053 громадських організацій та рухів, з них близько 800 зареєстровані на обласному рівні, крім того 4084 профспілкових організації. Динаміка зростання основних (за їх питомою вагою в загальній кількості) організацій «третього сектора» на Донеччині така [36] (1995 р. до 2003 р.): НДО національних і дружніх зв'язків з іншими країнами — 54/172, молодіжних — 50/449, дитячих — 21/174, жіночих — 41/194, благодійних — 110/409, ветеранів та осіб з інвалідністю — 177/431, професійних НДО — 72/316, виховних — 58/172. Цікаво, що найменше в шахтарському регіоні культурологічних та дотичних до них громадських організацій, так з охорони пам'ятників історії і культури — всього 7 (9), науково-технічної творчості — 19 (48).
Подібна ж строката картина зі своїми територіальними особливостями спостерігається в Криму, Причорномор'ї, в Закарпатті. Більш однорідний «третій сектор» на Західній Україні та в Центрі — тут переважають ННО 1 та 4.
Ще одна особливість «третього сектора» на Донбасі, та й, здається, майже на всій Східній Україні — виникнення час від часу зовні дуже потужних «наказних» громадських організацій. До речі, в останні роки Радянського Союзу таких організацій було багато чи не повсюдно в Україні (хіба що окрім Західної) — можна згадати хоча б штучне «Общество родного языка» як противага «Товариству української мови».
Протягом декількох останніх років на Сході тривають нові спроби використання псевдо-третього сектору під егідою і за прямого втручання влади. Зрозуміло, що такі організації (скажімо «Согласие») виникають швидко, реєструються просто, за офіційними даними включають велику кількість людей, асоційованих членів тощо, але після використання з певною метою підтримки тих чи інших ініціатив влади (особливо — на виборах) так само швидко і зникають разом з діячами або партіями, які їх народили.
Загалом в Україні спостерігається велика різниця в структурі «третього сектору» між Сходом і Заходом, причому громадські організації в основному є «зліпком», віддзеркаленням преференцій населення того чи іншого краю.

### РФ
В Росії діє декілька десятків тисяч НДО (одна НДО на 2300-3000 громадян), які розподілені по території федерації вкрай нерівномірно.
- У Москві офіційно зареєстровано понад 15 тис. НДО (дані Агентства Соціальної Інформації),
- Новосибірську (де знаходиться Сибірський Центр підтримки громадянських ініціатив) — 1200 громадських організацій,
- Алтайському краї — близько 170,
- Іркутській області — 180,
- Новокузнецьку — 90,
- Красноярському краї — 750,
- Омській області — 175,
- Республіці Алтай — 50,
- Республіці Бурятія — 70,
- Томській області — 180,
- Тюменській — 40,
- Читинській — 90.

Оцінюючи ці дані можна зробити висновок про нерівномірність розвитку громадянського сектору в Росії.
Найбільші успіхи закономірно спостерігаються у столиці федерації Москві — тут на 450—500 громадян припадає одна НДО. Громадські організації Росії видають журнали, газети, бюлетені, довідники (банки даних про НДО, донорські організації, тренерів-консультантів НДО). Найпомітнішими ЗМІ НДО є щомісячний журнал «Пчела» (СПб), газета «Третий сектор» (Новосибірськ) та видання НДО у Москві.

### Білорусь
У Білорусі згідно з даними, що зібрані білоруською НДО «Обьединенный путь», існує 1115 громадських організацій, які розташовані головним чином у містах:
- Мінську (62 % всіх НДО),
- Вітебську (11 %),
- Бресті (10 %),
- Могильові (8 %),
- Гомелі (6 %)
- Гродно (3 %).

Виходячи з того, що населення Білорусі становить близько 10 млн чол., одна НДО припадає аж на 9 000 жителів цієї країни. В порівнянні з розвинутими країнами Заходу це дуже низький показник. Але й у порівнянні з Росією третій сектор Білорусі розвинутий значно гірше, що може бути наслідком недемократичного керівництва державою. При цьому нерівномірний характер розподілу НДО по території країни зберігається, що, очевидно, характерно для початкового етапу розвитку громадянського сектору суспільства. Щодо розподілу білоруських НДО за сферами діяльності, то найбільше функціонує організацій в галузі науки і культури, найменше — військовиків, за інтересами та сфери держави, самоуправління й права.
Показовим є виникнення (головним чином в 1989—1995 рр.) і розвиток новітніх громадських дослідницьких організацій — «мозкових центрів» у сусідніх постсоціалістичних країнах та країнах народної демократії в Європі. Скажімо, в Албанії наприкінці XX ст. працювало 6 таких центрів, в Болгарії та Угорщині — близько 20, Польщі — понад 15, Румунії — 8, Словаччині — 12.
Такі організації США, Польщі, Чехії та ін. країн Європи мають багато спільного, але водночас відрізняються тематикою своїх досліджень — в країнах Центральної Європи вона головним чином торкається актуальних проблем розвитку демократії і економічних реформ в цих країнах.
Оцінюючи загальні тенденції розвитку можна говорити про активне будівництво «третього сектору» в постсоціалістичних країнах, причому механізм цього процесу йде в основному шляхом калькування вже існуючих на Заході прототипів (як західного так і «діаспорового» типу), хоча іноді можна спостерігати привнесення нових суто регіональних (національних) форм NGO. Темп цього процесу настільки великий, що дозволяє прогнозувати утворення в ряді цих країн (окрім, імовірно, Бєларусі) повноцінного збалансованого і стійкого громадського сектору суспільства в найближчі 5-7 років.

## Фінансування
Суттєвою і навіть знаковою особливістю сучасних українських НДО є їх фінансова залежність від організацій-донорів.
Діяльність багатьох українських НДО, в тому числі «мозкових центрів» була б неможливою без підтримки міжнародних донорів, зокрема:
- Friedrich Ebert Stiftung,
- Konrad Adenauer Foundation,
- делегації Європейської Комісії в Україні,
- Freedom House,
- USAID Agency,
- McArthur Foundation,
- Міжнародного Фонду «Відродження» (фонд Дж. Сороса),
- Фонду Євразія,
- Фонду Східна Європа,
- C.S.Mott Foundation, Know-How Fund,
- World Bank,
- Міжнародного Медіа Центру (ММЦ) — Інтерньюз,
- Counterpart International,
- BST Black Sea Trust,
- посольств США, Великої Британії, Нідерландів, Канади тощо.

Цієї ж думки притримуються інші дослідники (наприклад, С.Костюк). Найбільші проєкти: «Європейський вибір України» (МЦПД), «Сприяння реалізації ефективної політики кордонів України» (ЦМКЗПУ); проєкт «Єврофорум» (ЦСД), «Українська програма ринкових реформ», «Розвиток інфраструктури недержавних неприбуткових організацій в Україні» підтримали Freedom House, USAID Agency та ін., що потребувало коштів в десятки млн дол. США Наприклад, динаміка підтримки Фондом Дж. Сороса проєктів до 1997 р весь час була позитивною — з $ 450 тис. у 1990-91 рр. до $ 2 млн у 1993 р., $ 4,8 млн у 1994 р., понад $ 10 млн в 1995—1996 рр, і тільки в останні роки зменшилися до $ 4-5 млн.
Підтримка Фонду Євразія оціночно досягала $ 10-12 млн річно. В той же час сукупна підтримка власного «третього сектору» від українських меценатів і держави була на 2-3 порядки меншою.
Тобто в Україні домінував вплив закордонних донорів на формування ННО. Причому активно підтримуються ресурсні (сервісні) центри ННО (РЦ ННО), які є потужним механізмом корекції розвитку «третього сектору» країни в тому напрямку, в якому вважають потрібним спонсори (донори). Правда й тут слід відзначити, що в основному фінансуються потужні столичні РЦ НДО.

### Отримувачі ґрантів
Перші порівняно великі (до 50 тис. $) гранти від МФВ, Фонду Євразія та Фонду Ч. С. Мотта у 1996 р. одержали такі регіональні РЦ НДО:
- Запорізький обласний благодійний фонд «Центр соціальних та економічних досліджень» (Запоріжжя),
- Ресурсний центр розвитку громадських організацій «Гурт» (Київ),
- Асоціація «Інтеграція до Європейської культури» (Одеса),
- Фонд розвитку громадських організацій «Західноукраїнський ресурсний центр»(Львів),
- Чернівецький обласний фонд громадських ініціатив (Чернівці),
- «Фонд Х'юза» (Донецьк).

Очевидно, що політичні вектори цих організацій близькі в першу чергу до п. 4: «Індиферентні або поліваріантні в зовнішньополітичній орієнтації, але з чіткою установкою на ринок і приватну власність як домінантні засоби реформ суспільства» та частково до п. 1: «Українська демократична держава з переважно Європейською орієнтацією». В останні роки XX ст. пріоритети грантової підтримки також включали загрози ВІЛ, різноманітні жіночі програми, боротьба з корупцією, а також програми сприяння демократичним виборам в Україні. До речі, фінансування донорськими організаціями Заходу антикорупційної програми в Україні починається не вперше, але без урахування попередніх результатів, досягнутих NGO.
Більше того, менеджери програм в цій царині не завдають собі труду довідатися про вельми успішні напрацьовки саме українських вчених щодо системної боротьби з корупцією. Натомість пропонується просте тиражування досвіду західних НДО, без урахування української специфіки.
Разом з тим найменше фінансувалися культурологічні проєкти, майже зовсім з грантової підтримки випав сектор науково-технічних українських організацій, підтримка наукових товариств, суттєво зменшилися гранти на мас-медіа. Деякі фонди (МФВ) згортають свою діяльність. Така стратегія грантодавців потребує ретельного аналізу з урахуванням варіантів подальшого розвитку України. Але в цілому вона відповідає західним поглядам на нашу країну як державно-територіальну потугу, що ще донедавна, — до «помаранчевої революції», — не мала (а чи матиме за нових умов?) чітких економічних і політичних перспектив посісти чільне місце в Східній Європі.
Отже, український «третій сектор» є суттєво диспропорційним як територіально, так і за напрямками діяльності. При цьому чітко простежується часове «відставання» в розвитку громадських організацій Південно-Східної України. Саме їм притаманні ті риси перехідного періоду, що нетипові для Заходу України, чи навіть Центру. Такий стан громадського сектору на Східній Україні має багато пояснень.
І лежать вони не тільки у площині складу і преференцій місцевого населення, особливо-закритих умов регіону Донбасу (в плані ЗМІ, наприклад), а й у недалекоглядній, навіть шкідливій для розвитку здорового вітчизняного «третього сектору» позиції багатьох відомих інтелектуалів Києва і навіть Львова на початку 1990-х років. Це руйнування досить потужних структур Товариства української мови на Донбасі і в Криму при «переформатуванні» його на «Просвіту», непідтримку ініціативи Донбасу у 1996 р. якісного оновлення Народного руху України на основі нової кадрової політики і нової програми з суттєво більшими соціально-економічними акцентами.
Події виборів 2004 року, 2010 і Майдан могли розгортатися зовсім по-іншому, якби Схід України мав би потужний «третій сектор» державницького спрямування.

## Юридичні особи
Неприбутковими можуть бути юридичні особи (це — благодійні фонди, асоціації, спілки й громадські організації). В деяких країнах громадські організації реєструвати непотрібно, наприклад — у Франції. В Україні реєстрація обов'язкова.